# جيسى رالف
جيسى رالف (بالإنجليزية: Jessie Ralph)‏ هي ممثلة أمريكية، ولدت في 5 نوفمبر 1864 في الولايات المتحدة، وتوفيت بنفس المكان في 30 مايو 1944 بسبب مرض. بدأت مشوارها المهني سنة 1880.

## أعمال

### أفلام
- (1934) ليلة من الحب
- (1935) البؤساء
- (1935) القبطان بلود
- (1935) ديفيد كوبرفيلد
- (1936) سان فرانسيسكو
- (1937) الأرض الطيبة
- (1941) إلتقيا في بومبي

## وصلات خارجية
- جيسى رالف على موقع IMDb (الإنجليزية)
- جيسى رالف على موقع ألو سيني (الفرنسية)
- جيسى رالف على موقع أول موفي (الإنجليزية)
- جيسى رالف على موقع قاعدة بيانات برودواي على الإنترنت (الإنجليزية)
- جيسى رالف على موقع قاعدة بيانات الأفلام السويدية (السويدية)
- جيسى رالف على موقع إن إن دي بي (الإنجليزية)
- جيسى رالف على موقع قاعدة بيانات الفيلم (الإنجليزية)
- جيسى رالف على موقع كينوبويسك (الروسية)